# Albrecht Brandi
Albrecht Brandi (ur. 20 czerwca 1914 w Dortmundzie, zm. 6 stycznia 1966 w Kolonii) – dowódca okrętów podwodnych (U-Bootów) podczas II wojny światowej.
Komandor Albrecht Brandi był jednym z dwóch oficerów marynarki (drugim był Wolfgang Lüth) odznaczonym Krzyżem Rycerskim z Liśćmi Dębowymi, Mieczami i Diamentami. Dowodząc 3 okrętami (U-617, U-380, U-967), odbył 9 rejsów bojowych trwających łącznie 255 dni. Zatopił 8 statków o łącznym tonażu 25 879 BRT, 3 okręty (5000 ton: stawiacz min HMS "Welshman", niszczyciel HMS "Puckeridge", niszczyciel eskortowy USS "Fechteler") oraz okręt pomocniczy.

## Kariera wojskowa

### Przed wojną
W wieku 21 lat (1 kwietnia 1935) wstąpił do Kriegsmarine jako aspirant oficerski. Przez 2,5 miesiąca (do 17 czerwca) przeszedł standardowe szkolenie piechoty w II Oddziale Stałej Dywizji Okrętów Morza Bałtyckiego w Stralsund. Następnie odbył 14-tygodniowe szkolenie (18 czerwca – 25 września 1935) na żaglowcu szkolnym "Gorch Fock". Po zejściu z żaglowca rozpoczął kolejne, prawie 9-miesięczne (do 19 czerwca 1936), szkolenie pokładowe na lekkim krążowniku Karlsruhe. Wkrótce potem 22-letni Brandi przeszedł kolejne 9-miesięczne szkolenie (do 31 marca 1937). Tym razem był to kurs podstawowy dla chorążych w Szkole Marynarki (Flensburg-Mürwik). Kolejnym etapem służby było półroczne (do 1 października) szkolenie broni dla chorążych, w trakcie którego obejął stanowisko III oficera pokładowego na trałowcu min "M-125". 2 października 1937 otrzymał stanowisko oficera pokładowego na trałowcu "M-1" (1. Flotylla Trałowców Minowych) i funkcję tę pełnił aż do wybuchu wojny.

### II wojna światowa
Po wybuchu wojny kontynuował służbę na trałowcu M-1, a 25 maja 1940 jako Oberleutnant zur See objął jego dowództwo. Wiosną roku 1941 (kwiecień) przeszedł szereg szkoleń i kursów na okrętach podwodnych, w tym m.in. Kurs Strzelania dla Dowódców okrętów. Zimą 1941/1942 (do lutego) pływał przez 3 miesiące jako dowódca-praktykant na U-552, którym dowodził Kapitänleutnant Erich Topp (7. Flotylla Okrętów Podwodnych stacjonująca we francuskim Saint-Nazaire). 28-letni Brandi przeszedł 2-miesięczne (do 8 kwietnia 1942) przeszkolenie z zakresu budownictwa w 8. Oddziale Szkoleniowym Budowy Okrętów Wojennych w Hamburgu (w trakcie budowy U-617). W tym samym miesiącu obejął dowództwo nad swym pierwszym okrętem podwodnym. Do końca sierpnia 1942 pływał na U-617 stacjonując w Kilonii (5. Flotylla Okrętów Podwodnych). Przez kolejne 3 miesiące (do 30 listopada) jego U-boot operował z bazy w Saint-Nazaire (7. Flotylla Okrętów Podwodnych). Od grudnia 1942 przeszedł ze swym okrętem na Morze Śródziemne, gdzie jego bazą była włoska La Spezia (29. Flotylla Okrętów Podwodnych). Po utracie U-617 (12 września 1943) został internowany przez władze hiszpańskie w pobliżu Kadyksu. Po kilku tygodniach udało mu się, nie bez trudności, opuścić Hiszpanię i wrócić do kraju. Po krótkim urlopie objął (20 listopada) dowództwo nad swoim drugim U-bootem. Tym razem pod swymi rozkazami miał U-380 stacjonujący we francuskim Tulonie (pozostając nadal w 29. Flotylli Okrętów Podwodnych). Po zniszczeniu okrętu podczas bombardowania portu (11 marca 1944) przez lotnictwo amerykańskie, objął dowodzenie nad swoim trzecim i ostatnim U-bootem. Począwszy od 25 marca był nim U-967 (dowodził nim do 1 lipca 1944). Przez następne pół roku (do stycznia 1945) pełnił w Helsinkach funkcję oficera Sztabu Admiralicji, przy admirale dowodzącym na wschodnim Bałtyku. W tym okresie dowodził akcjami niemieckich okrętów podwodnych w Zatoce Fińskiej. W ostatnich miesiącach wojny (do 8 maja 1945) był szefem Małych Zespołów Bojowych Marynarki (Marinedivison Brandi) w holenderskim IJmuiden. Dzień później trafił do alianckiej niewoli, gdzie początkowo pełnił funkcję komendanta obozu w IJmuiden, a następnie kierował obozem jenieckim w holenderskim Emden. Zwolnienie z niewoli otrzymał we wrześniu 1945.

## Rangi
- Seekadett – 25 września 1935
- Fähnrich zur See – 1 lipca 1936
- Oberfähnrich zur See – 1 stycznia 1938
- Leutnant zur See – 1 stycznia 1938
- Oberleutnant zur See – 1 października 1939
- Kapitänleutnant – 1 października 1942
- Korvettenkapitän – 8 lipca 1944
- Fregattenkapitän – 18 grudnia 1944

## Odznaczenia
- Odznaka pamiątkowa dla załogi
- Odznaka Załóg U-Bootów Złota z Brylantami
- Medaglia d'Argento al Valor Militare
- Krzyż Żelazny II i I klasy
- Krzyż Rycerski Krzyża Żelaznego z Liśćmi Dębu, Mieczami i Brylantami 
  - Krzyż Rycerski (21 stycznia 1943)
  - 224. Liście Dębu (11 kwietnia 1943)
  - 66. Miecze (9 maja 1944)
  - 22. Brylanty (24 listopada 1944)